# نسل

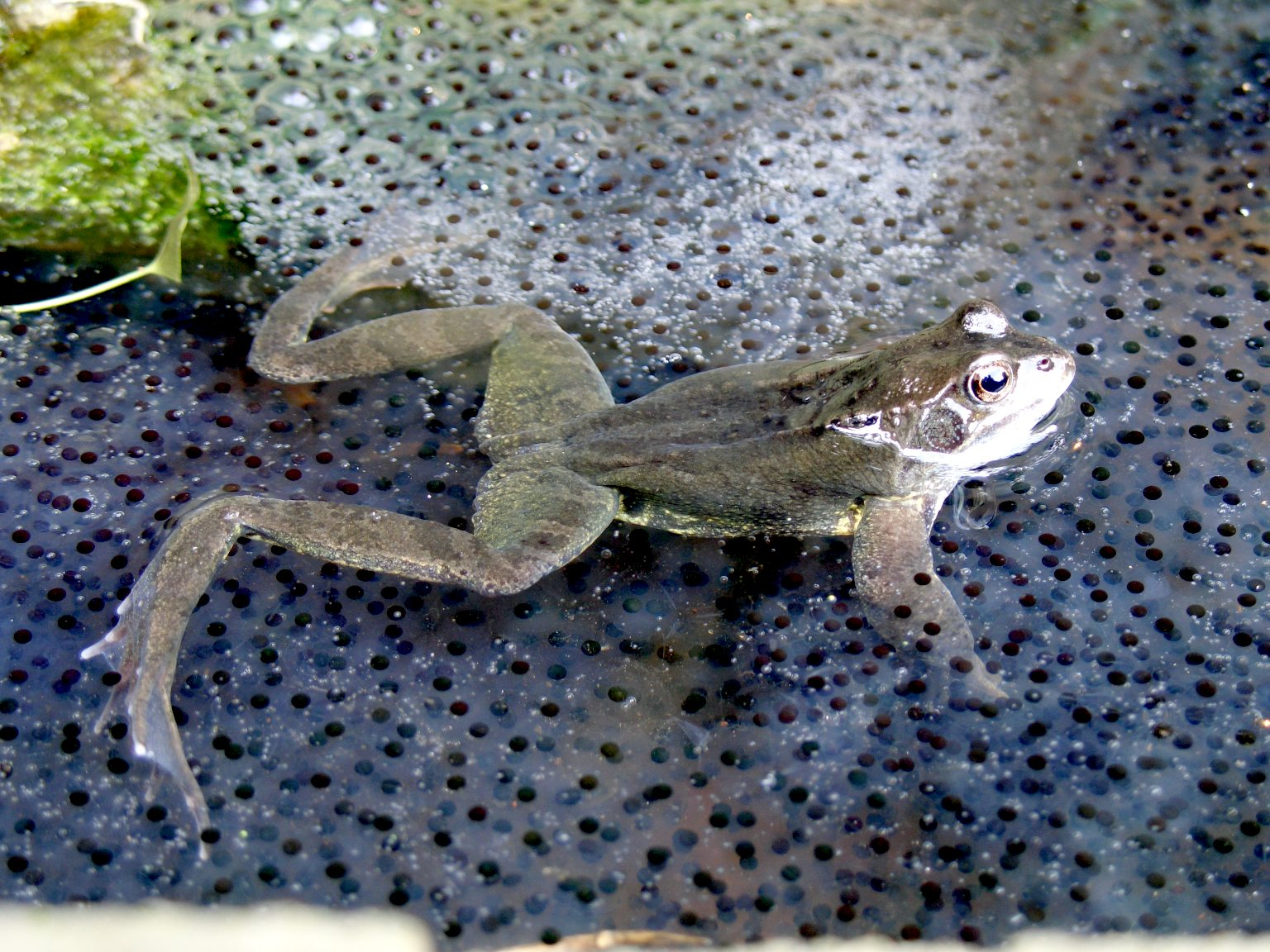
ضفدع يفرخ شراغيفها

النسل (الجمع: أنسال) أو الذرية في علم الأحياء، يشير إلى صغار الكائنات الحية، إما عن كائن واحد أو كائنين في حالة التكاثر الجنسي. يمكن أن يعبر المصطلح عن مجموعة متزامنة من الذرية، مثل الكتاكيت التي فقست من مجموعة واحدة من البيض، أو عن جميع ذرية نوع معين مثل نحل العسل.
في حالة البشر يُستخدم مصطلح (الأبناء) للإشارة إلى السلالة دون تحديد العمر. يمكن أن يُشار إلى الأطفال بألقاب مختلفة مثل "أطفال قصر"، "أطفال بالغون"، "أطفال رضع" أو "مراهقون". يُطلق على الذكور "أبناء" وعلى الإناث "بنات"، ويظهر النسل بعد التزاوج أو بعد التلقيح الاصطناعي.
تُعرف ذرية النوع جديد بالجيل الأول ( ف1) أو جيل الأبناء، وتتكون من جينات الأب والأم، اللذين يعتبران جيل الآباء. يملك كل فرد من هذه السلالة مجموعة من الجينات التي تحدد خصائصه. يساهم الذكور والإناث بالتساوي في التركيب الوراثي لذريتهم، من خلال اندماج الأمشاج المذكرة والمؤنثة، حيث يعتبر الكروموسوم جزءًا مهمًا من تشكيل الذرية، لأنه يحتوي على جينات متعددة.
هناك نوع من وراثة الصفات يُعرف  بنمط الوراثة المرتبطة بالجنس، حيث تختلف أنماط وراثة الجينات الموجودة على كروموسوم الجنس بين الذكور والإناث. تُفسر عملية العبور كيفية انتقال الصفات من كلا الأبوين إلى الذرية، وتحدث عملية العبور عندما تنتقل بعض الجينات من الكروموسوم المذكر وبعضها من الكروموسوم المؤنث، تليها عملية الانقسام الاختزالي، مما يؤدي إلى توزيع الكروموسومات بشكل متساوٍ. تعطي الأنثى دائما كروموسوم X، بينما يُعطي الذكر، إما كروموسوم X وإما كروموسوم Y. مما يؤدي إلى إنتاج الذكر من اجتماع كروموسومي X و Y. بينما تنتج الأنثى من وجود نسختين من كروموسوم X.
الاستنساخ هو عملية إنتاج نسل يتطابق جيناته مع جينات أحد الأبوين. تبدأ عملية الاستنساخ  بإزالة النواة من بويضة تحتوي على المادة الوراثية. لاستنساخ عضو، يتم الحصول على خلايا جذعية واستخدامها لاستنساخ العضو المطلوب. يُعتقد خطأ أن الاستنساخ ينتج نسخة طبق الأصل من المستنسخ. ولكنه في الواقع ينسخ الحمض النووي/الجينات من الوالدين ليخلق نسخة وراثية مكررة. ومع ذلك، فإن المستنسخ لن يكون نسخة مماثلة؛ نظرًا لأنه سينمو في بيئة مختلفة ويواجه تجارب متنوعة.
تواجه عملية الاستنساخ بعض القضايا الأخلاقية والصحية. رغم أن انقسام الخلايا وتكرار الحمض النووي ضروري للبقاء على قيد الحياة، يمكن أن تؤدي الطفرات إلى تغييرات دائمة في الحمض النووي للكائن الحي وذريته. قد تكون بعض الطفرات مفيدة، مما يؤدي إلى فترات من التطور العشوائي التي بدورها قد تخدم الفصيلة، إلا أن معظم الطفرات قد تكون ضارة، لأنها تغير مورثات النسل، مما يؤثر سلبًا على النوع.